# Guy Fontanet
Pour les articles homonymes, voir Fontanet.
Guy Fontanet, né le 27 juillet 1927 à Genève et mort le 5 août 2014 dans la même ville, est une personnalité politique suisse, membre du Parti démocrate-chrétien.
Il est conseiller national de fin 1971 à fin 1978 et conseiller d'État du canton de Genève de fin 1973 à fin 1985, à la tête du département de justice et police.

## Biographie

### Origines et famille
Guy Fontanet naît le 27 juillet 1927 à Genève. Il est originaire de Thônex, dans le même canton. Son père est le caricaturiste Noël Fontanet ; sa mère se nomme Norma Cremona. Il est le frère de l'écrivain Jean-Claude Fontanet.
Il épouse Lisette Vibert en 1959, professeur de dessin, avec qui il a trois enfants, dont l'avocat et député au Grand Conseil du canton de Genève Bénédict Fontanet.

### Études et carrière professionnelle
Après des études de droit et de lettres à Genève et Heidelberg et un poste d'assistant de droit pénal à l'Université de Genève, il exerce le métier d'avocat de 1954 à 1973. Il est également secrétaire de l'Association suisse des locataires de 1956 à 1959.
Il rouvre une étude en 1985, défendant notamment des États poursuivant des dictateurs déchus, comme les Philippines avec Moritz Leuenberger.

### Parcours politique
Membre du Parti indépendant chrétien social (devenu Parti démocrate-chrétien) dès 1952, il est successivement conseiller municipal (législatif) à Chêne-Bougeries de 1955 à 1959, député au Grand Conseil genevois de 1957 à 1973 et conseiller national de 1971 à 1978,.
Conseiller d'État entre 1973 et 1985, à la direction du département de justice et police, il contribue à réformer les codes de procédure, créer l'assistance juridique, légiférer sur les avocats, la police et la protection contre l'utilisation abusive des données informatiques, faire construire la prison de Champ-Dollon et étatiser les transports publics.

### Positionnement politique
Il incarne l'aile sociale de son parti.

### Autres activités
Il préside la Caisse d'épargne de Genève de fin 1985 à 1993 et siège au sein de la commission Widmer relative à la question jurassienne.

### Mort, obsèques et sépulture
Il meurt le 5 août 2014 à Genève, à l'âge de 87 ans, à la suite d'une longue maladie.
Ses obsèques se déroulent le 13 août en l'église Saint-Paul de Cologny. Sa tombe se trouve au petit cimetière de Chêne-Bougeries.

## Ouvrage
- Souvenirs, Genève, Éditions GF, 2005, 165 p. (ISBN 2839900610)[14]